# 扎德涅耶农村居民点
扎德涅耶农村居民点（俄语：Заднесельское сельское поселение）是俄罗斯联邦沃洛格达州乌斯季库边斯科耶区所属的一个农村居民点。其下辖有67个居民点，行政中心为扎德涅耶。据2015年统计，该农村居民点的人口为543人。